# Franklin Milton
Franklin Eugene Milton (* 19. August 1907 in Carthage Missouri, USA; † 16. Oktober 1985 in Agoura Hills, USA) war ein US-amerikanischer Toningenieur.

## Leben
Milton gewann für seine Arbeit dreimal den Oscar und war drei weitere Male nominiert. Zwei, der für Grand Prix (1966) und für Das war der wilde Westen (1962), wurden ihm später gestohlen und von der Academy ersetzt, jedoch nach einiger Zeit wieder gestohlen.
Er war verheiratet mit Ethel Marion Erickson (29. November 1939 bis 16. Oktober 1985). Aus dieser Ehe entstammen drei Kinder. Sein Sohn Gary E. Milton ist als Kameramann tätig. Außerdem ist er der Urgroßvater von Schauspieler Steele Savokinas.

## Auszeichnungen
- Oscars (Academy Awards)
  - 1960: gewonnen für Ben Hur
  - 1961: nominiert für Cimarron
  - 1964: gewonnen für Das war der wilde Westen
  - 1965: nominiert für Goldgräber-Molly
  - 1966: nominiert für Doktor Schiwago
  - 1967: gewonnen für Grand Prix

## Werke

### Filmografie (Auswahl)
- 1939: Der Zauberer von Oz
- 1953: Arena
- 1959: Der unsichtbare Dritte
- 1959: Unglaubliche Geschichten
- 1959: Die Nervensäge
- 1959: Ben Hur
- 1960: Cimarron
- 1960: Das Erbe des Blutes
- 1961: Combat!
- 1962: Das war der wilde Westen
- 1963: Sonntag in New York
- 1964: Goldgräber-Molly
- 1965: Doktor Schiwago
- 1966: Grand Prix
- 1968: Eisstation Zebra
- 1968: In den Schuhen des Fischers
- 1968: Hängt ihn höher
- 1969: Der Dritte im Hinterhalt
- 1970: Rache aus dem Knast